# سامسونج جالكسي واي برو ديوس
سامسونج جالاكسي Y برو ديوس (بالإنجليزية: Samsung Galaxy Y Pro DUOS)‏ هو هاتف ذكي من إلكترونيات سامسونج ضمن سلسلة سامسونج جالاكسي يعمل بنظام أندرويد، تم طرحه في الأسواق في 1 يناير 2012.

## الخصائص
- نظام التشغيل: أندرويد
- الكاميرا الخلفية: 3.15 ميجابكسل
- الوزن: 112.3 غرام (3.96 أونصة)
- الذاكرة: 384 ميجابايت رام